# جامعة المنوفية الأهلية
جامعة المنوفية الأهلية
هي جامعة أهلية غير هادفة للربح، وتهتم بالتميز في التعليم والبحث العلمي ،وتدعمها الدولة ،وتوجد على طريق الإسكندرية الزراعي بطوخ طنبشا، مصر.
صنفت جامعة  المنوفيه الأهلية  في صداره ترتيب أفضل الجامعات المصرية لعام 2023 .

## النشأة
في 27 يناير 2021م، أعلن رئيس جامعة المنوفية موافقة المجلس الأعلى للجامعات على إنشاء جامعة المنوفية الأهلية بمزرعة طوخ طنبشا وجارى اتخاذ الإجراءات القانونية لاستصدار موافقة رئيس الجمهورية وإدراجها ضمن الجامعات الأهلية الجارى إنشائها لتقديم خدمة تعليمية متميزة لأبناء المحافظة.
في 16 فبراير 2021، أعلن رئيس جامعة المنوفية أنه سيتم البدء في إنشائها عقب اتخاذ الإجراءات القانونية اللازمة  طبقا لأحدث النظم التعليمية والتصور العام للجامعات الأهلية على مستوى الدولة  مشيرا إلى أنه سيتم تشكيل لجنة عليا لمتابعة الإجراءات وآليات التنفيذ، متمنيا التوفيق في تحقيق هذا المشروع الضخم والتحدى الجديد لاثبات قدرة فريق عمل الجامعة على تحقيق جميع الإنجازات.
في 9 أغسطس 2021، تفقد رئيس جامعة المنوفية، الموقع العام لجامعة المنوفية الأهلية بطوخ طنبشا على مساحة 18 فدانا وبتكلفة أكثر من 2 ونصف مليار جنيه، ومصممة على أحدث مستوى معمارى لمتابعة سير العمل بالمنشآت التي تضم مبنى إدارة، مبنى العلوم الطبية، مبنى العلوم الهندسية، مبنى العلوم الإنسانية، ومبنى المعامل أربع أداور يضم جميع المعامل الطبية والهندسية والإنسانية، بالإضافة إلى منطقة ترفيهية وكافتريا، ومن المتوقع أن القدرة الاستيعابية للجامعة 9500 طالب.
في 16 نوفمبر 2021، قام رئيس جامعة المنوفية باصطحاب أعضاء مجلس الجامعة في جولة تفقدية لجامعة المنوفية الأهلية بطوخ طنبشا لمشاهدة حجم العمل الذي تم بالموقع العام حتى الآن، وتفقد المبانى التي تشمل مبنى إدارة، مبنى العلوم الطبية، مبنى العلوم الهندسية، مبنى العلوم الإنسانية، ومبنى المعامل.

## الكليات
جامعة المنوفية الأهلية تقدم 22 برنامجًا دراسيًا في 13 مجالًا دراسيًا تشمل:
- الطب
- الطب البيطري
- طب الأسنان
- العلاج الطبيعي
- العلوم الصيدلية
- تكنولوجيا العلوم الصحية
- علوم التمريض
- الغذاء والصناعات الغذائية
- العلوم الزراعية
- علوم الهندسة
- هندسة الحاسوب
- الفنون
- العلوم الأساسية
- علوم الحاسوب
- الأعمال